# Moonee Valley City
Moonee Valley City is een Local Government Area (LGA) in Australië in de staat Victoria.
Moonee Valley City bestaat uit de volgende wijken:
- Aberfeldie
- Airport West
- Ascot Vale
- Avondale Heights
- Essendon, Essendon North en Essendon West
- Keilor East
- Moonee Ponds
- Niddrie
- Strathmore
- Strathmore Heights
- Travancore